# Mastacembelus robertsi
Mastacembelus robertsi är en fiskart som först beskrevs av Emmanuel Vreven och Teugels, 1996.  Mastacembelus robertsi ingår i släktet Mastacembelus och familjen Mastacembelidae. IUCN kategoriserar arten globalt som livskraftig. Inga underarter finns listade i Catalogue of Life.